# 가는 해 오는 해 (MBC)
《가는 해 오는 해》는 대한민국의 MBC TV에서 방송됐던 연말 특집 프로그램이다. 1969년부터 1992년까지 방송하였으나, 1993년부터 연말 가요제 프로그램의 통합되었다가, 잠시 1999년에 《2000 투데이》의 편성한 바 있다.

## 변천사

### 1980년대
| 이번 년도 | 다음 년도 | 진행자         | 실황 아나운서  | 비고  |
| --------- | --------- | -------------- | -------------- | ----- |
| 1980년    | 1981년    |                |                |       |
| 1981년    | 1982년    | 차인태, 김혜현 | 이현우         |       |
| 1982년    | 1983년    | 차인태, 김혜현 | 양진수         | [ 1 ] |
| 1983년    | 1984년    |                |                |       |
| 1984년    | 1985년    |                |                |       |
| 1985년    | 1986년    | 손석희, 신현숙 | 한선교, 조상욱 |       |
| 1986년    | 1987년    | 손석희         | 한선교, 한종희 |       |
| 1987년    | 1988년    | 차인태         | 이현우         |       |
| 1988년    | 1989년    |                |                |       |
| 1989년    | 1990년    | 차인태, 정보영 | 이창섭         | [ 4 ] |

### 1990년대
| 이번 년도 | 다음 년도 | 진행자         | 실황 아나운서  | 비고  |
| --------- | --------- | -------------- | -------------- | ----- |
| 1990년    | 1991년    | 이현우, 이규리 | 조수현         |       |
| 1991년    | 1992년    | 변웅전         | 강재형         |       |
| 1992년    | 1993년    | 김홍신, 박순애 | 미상           |       |
| 1999년    | 2000년    | 손석희, 심혜진 | 손석희, 심혜진 | [ 5 ] |

## 타종 중계
- 자정 직전 넘어야, 제야의 종 타종 실황은 종로 보신각을 연결해 중계하였다.

## 같이 보기
- MBC 가요대제전
- 연말연시